# Старий Маскат

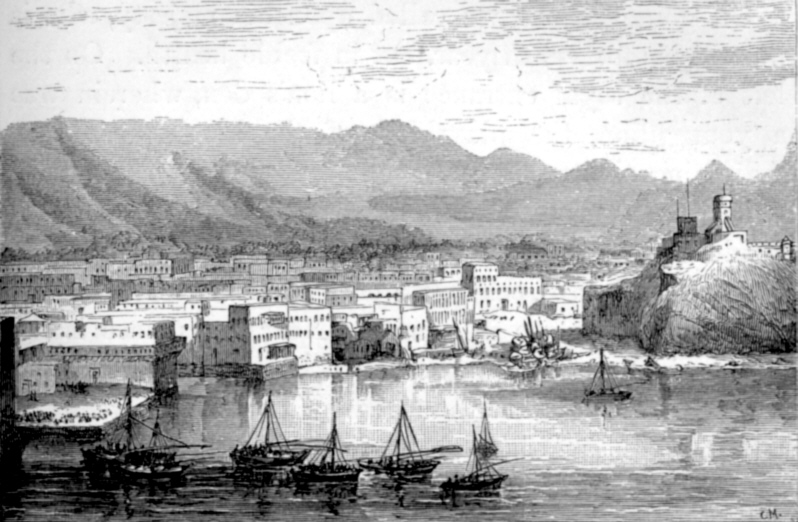
Вид на Старий Маскат. Гравюра 1876 року

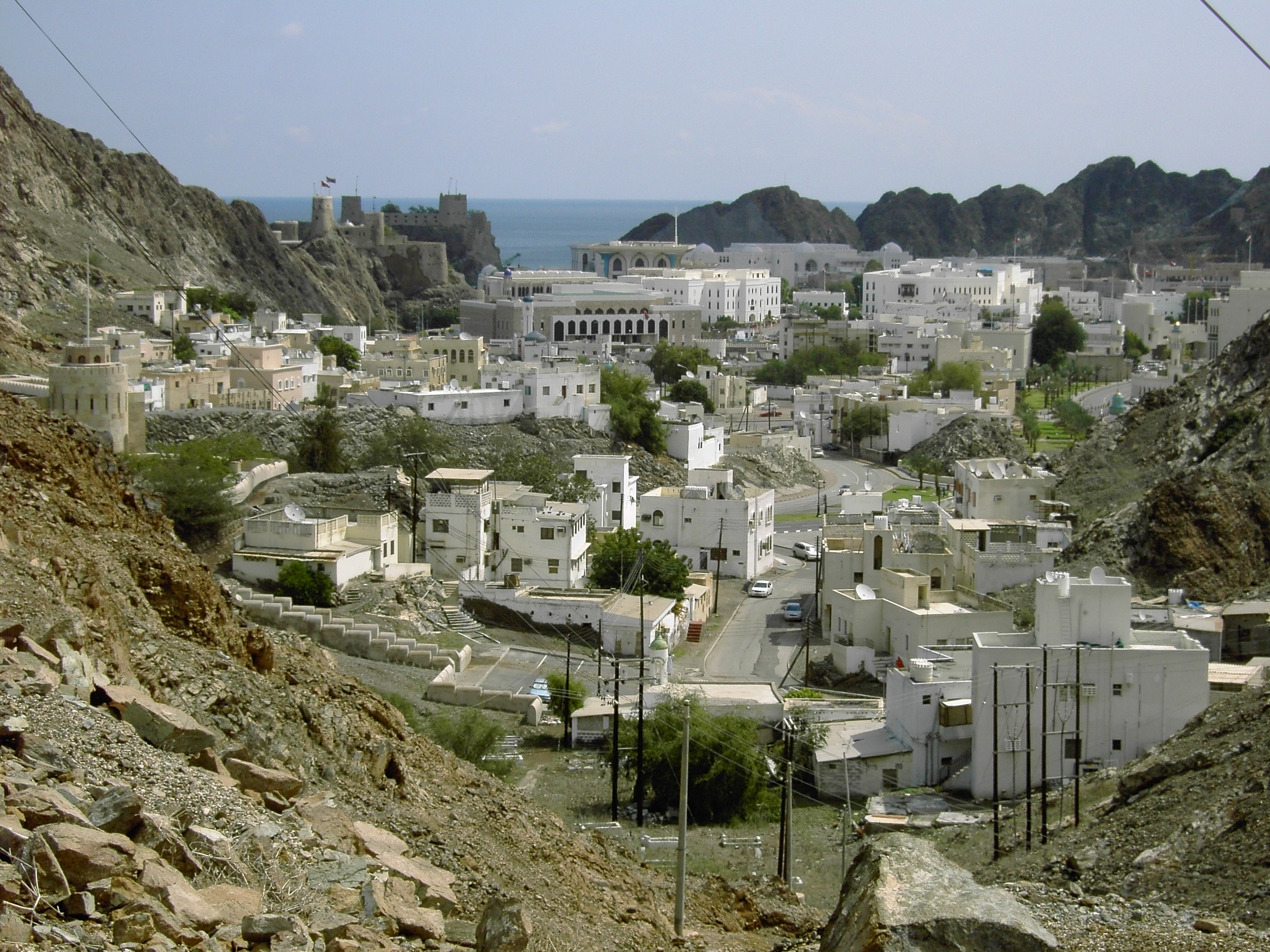
Сучасний вид на Старий Маскат з гірської дороги

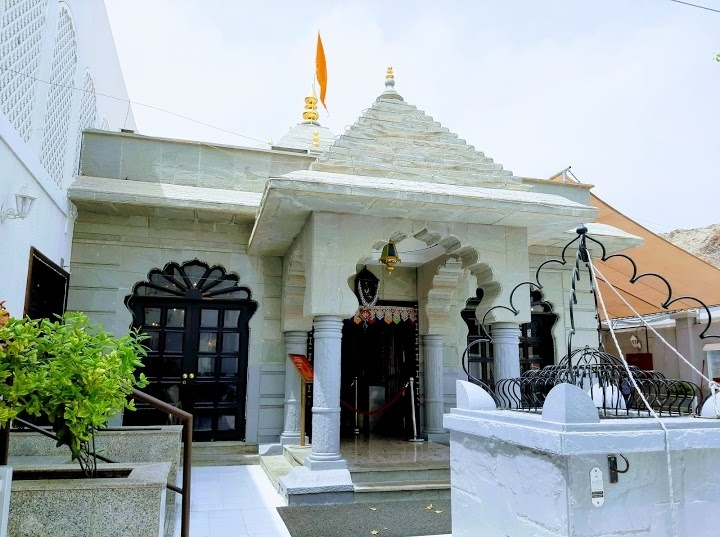
Храм Шиви в Старому Маскаті - один з найстаріших індуїстських храмів на Близькому Сході

Старий Маскат — історична частина міста Маскат, столиці Оману на узбережжі Оманської затоки.

## Опис
Старий Маскат відокремлений від решти сучасного Маската прибережними горами. Він розташований уздовж прибережної дороги Муттра Корніш (вхід через музей Воріт Маскат) між портом Султан Кабус і пляжем Аль-Бустан. З західної та південної сторони місто захищає стіна з круглими вежами, побудована в 1625 році. Оманська затока та навколишні гори утворюють природний кордон на сході та півночі. До середини XX століття ворота зачинялися через три години після сутінків. Будь-хто на вулиці після цього часу повинен був носити з собою ліхтар. Крім того, було заборонено палити на центральних вулицях і публічна гра на музичних інструментах.

## Туристичні пам'ятки
Туристичні визначні пам'ятки Старого Маската включають:
- Палац Аль-Алам
- Вулиця Аль-Саїдія
- Музей Бейт Аль-Зубайр
- Форт Аль Джалалі
- Форт Аль-Мірані
- Музей Маскатських воріт
- Національний музей
- Оманський французький музей